# Joel-Peter Witkin
Joel-Peter Witkin (Brooklyn, New York, 1939. szeptember 13. –) amerikai fotóművész.

## Élete
Witkin egy zsidó apa és egy római katolikus anya gyermekeként jött világra, ikertestvére Jerome Witkin festőművész. Szülei korán elváltak, mert a vallásaik közötti ellentéteket nem tudták összeegyeztetni. Középiskolai tanulmányait a brooklyni Szent Cecilia középiskolában és a Grover Cleveland középiskolában végezte. A vietnámi háborúban 1961-től 1964-ig haditudósítóként dolgozott. Öngyilkossági kísérlete miatt leszerelték. 1967-ben úgy döntött, hogy szabadúszó fényképészként dolgozik tovább: a City Walls Inc-nél helyezkedett el. Később a brooklyni Cooper Union főiskolára járt, ahol 1974-ben Bachelor of Arts fokozatot szerzett. A Columbia egyetemen ösztöndíjat nyert, azonban tanulmányait 1981-ben az Új-Mexikói Egyetemen Albuquerque-ben fejezte be, szépművészeti mesteri fokozatot szerzett. Jelenleg Albuquerque-ben él, az Új-Mexikói Egyetemen tanít fotóművészetet.

## Művészete
Műveihez klasszikus festmények és vallásos témák szolgálnak alapul, melyeket újraértelmezve, átdolgozva jelenít meg egy szürreális világot teremtve. Witkin művészetében meghatározó szerepet tölt be a test és a halál motívuma. Alkotásain többnyire testileg deformáltak, hermafroditák, törpék vagy kövérek szerepelnek, de holttestekkel, emberi testrészekkel is találkozhatunk fényképein. Képei a korai dagerrotípiákra emlékeztetnek.